# Philogenia lankesteri
Philogenia lankesteri är en trollsländeart som beskrevs av Philip Powell Calvert 1924. Philogenia lankesteri ingår i släktet Philogenia och familjen Megapodagrionidae. Inga underarter finns listade i Catalogue of Life.